# Bistec de tortuga
Bife de tartaruga ("Bistec de tortuga") és plat tradicional de Cap Verd, particularment de l'Illa de Santiago.
El desembre de 2002, el govern de Cap Verd va prohibir l'assassinat de tortugues per llei, amb motiu de la seva participació en una convenció sobre diversitat biològica el 1995 i per la Convenção sobre Comercio Internacional de Espécies de Fauna e Flora Selvagem Ameaçadas de Extinção (CITA).

## Preparació
Per preparar el plat, la carn de tortuga és tallada a bistecs i condimentada amb sal, malagueta, all, i vi blanc. Llavors es deixa marinar durant una hora. Finalitzat aquest procés, el tall és cuinat amb ceba i mantega sobre flama alta.
Els bistecs són normalment servits amb arròs blanc i mandioca cuinada.